# John Carlos de los Reyes
John Carlos "JC" G. de los Reyes (14 februari 1970) is een Filipijns politicus. De los Reyes werd bij de verkiezingen van 2007 gekozen als lid van de stadsraad van Olongapo City en was bij de presidentsverkiezingen van 2010 presidentskandidaat namens Ang Kapatiran Party. Bij de verkiezingen van 2013 doet hij een gooi naar een zetel in de Filipijnse Senaat

## Biografie
De los Reyes studeerde theologie aan de Franciscan University in Steubenville, Ohio. Daarna behaalde hij nog een Masters-diploma Public Administration aan de University of the Philippines en studeerde hij rechten aan de St. Louis University in Baguio. Hij was vanaf 1998 betrokken bij Kapatiran sa Pangkalahatang Kabutihan (KPK) en zette zich in 2004 in voor accreditatie van de partij Ang Kapatiran Party. Bij de verkiezingen van 2007 won De los Reyes een zetel in de stadsraad van Olongapo City. Hij was de enige van de 30 AKP-kandidaten die succes wist te behalen.
De los Reyes is een neef van senator Richard Gordon, een van de andere Filipijnse presidentskandidaten in 2010.